# Kolarstwo na Letnich Igrzyskach Olimpijskich 1948 – 1 km na czas mężczyzn
Konkurencja wyścig na 1 km na czas ze startu zatrzymanego podczas XIV Letnich Igrzysk Olimpijskich została rozegrana 11 sierpnia 1948 roku na Herne Hill Velodrome w Londynnie. Wystartowało 21 zawodników z 21 krajów.

## Wyniki
| Pozycja | Zawodnik          | Kraj              | Czas   | Uwagi |
| ------- | ----------------- | ----------------- | ------ | ----- |
| 1.      | Jacques Dupont    | Francja           | 1:13,5 |       |
| 2.      | Pierre Nihant     | Belgia            | 1:14,5 |       |
| 3.      | Tommy Godwin      | Wielka Brytania   | 1:15,0 |       |
| 4.      | Hans Flückiger    | Szwajcaria        | 1:15,3 |       |
| 5.      | Axel Schandorff   | Dania             | 1:15,5 |       |
| 6.      | Sidney Patterson  | Australia         | 1:15,7 |       |
| 7.      | Jack Heid         | Stany Zjednoczone | 1:16,2 |       |
| 8.      | Walter Freitag    | Austria           | 1:16,8 |       |
| 9.      | Gino Guerra       | Włochy            | 1:17,1 |       |
| 10.     | Onni Kasslin      | Finlandia         | 1:17,4 |       |
| 11.     | Carlos Tramutolo  | Urugwaj           | 1:17,5 |       |
| 12.     | Theo Blankenaauw  | Holandia          | 1:17,7 |       |
| 13.     | Jorge Sobrevila   | Argentyna         | 1:17,9 |       |
| 14.     | Julio César León  | Wenezuela         | 1:18,1 |       |
| 15.     | Lorne Atkinson    | Kanada            | 1:20,2 |       |
| 16.     | Compton Gonsalves | Trynidad i Tobago | 1:21,5 |       |
| 16.     | Reinaldo Paseiro  | Kuba              | 1:21,5 |       |
| 18.     | Adolfo Romero     | Meksyk            | 1:22,7 |       |
| 19.     | Rohinton Noble    | Indie             | 1:22,9 |       |
| 20.     | Wazir Ali         | Pakistan          | 1:24,8 |       |
| 21.     | Laddie Lewis      | Gujana Brytyjska  | 1:25,0 |       |